# Folles
Folles est une commune française située dans le département de la Haute-Vienne, en région Nouvelle-Aquitaine.
Ses habitants sont appelés les Follois.

## Géographie

### Localisation

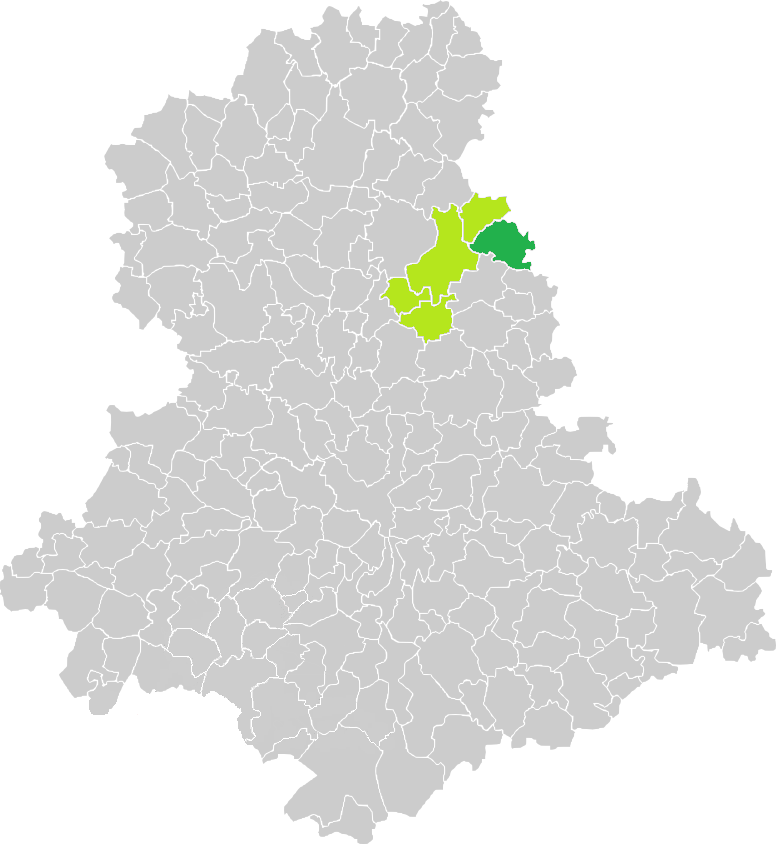
Situation de la commune de Folles en Haute-Vienne.

Située au nord-est du département de la Haute-Vienne, la commune de Folles est limitrophe avec le département de la Creuse.
Elle a une superficie de 31,2 km2. La plus grande ville la plus proche est Limoges qui est située à 35 km au sud-ouest.

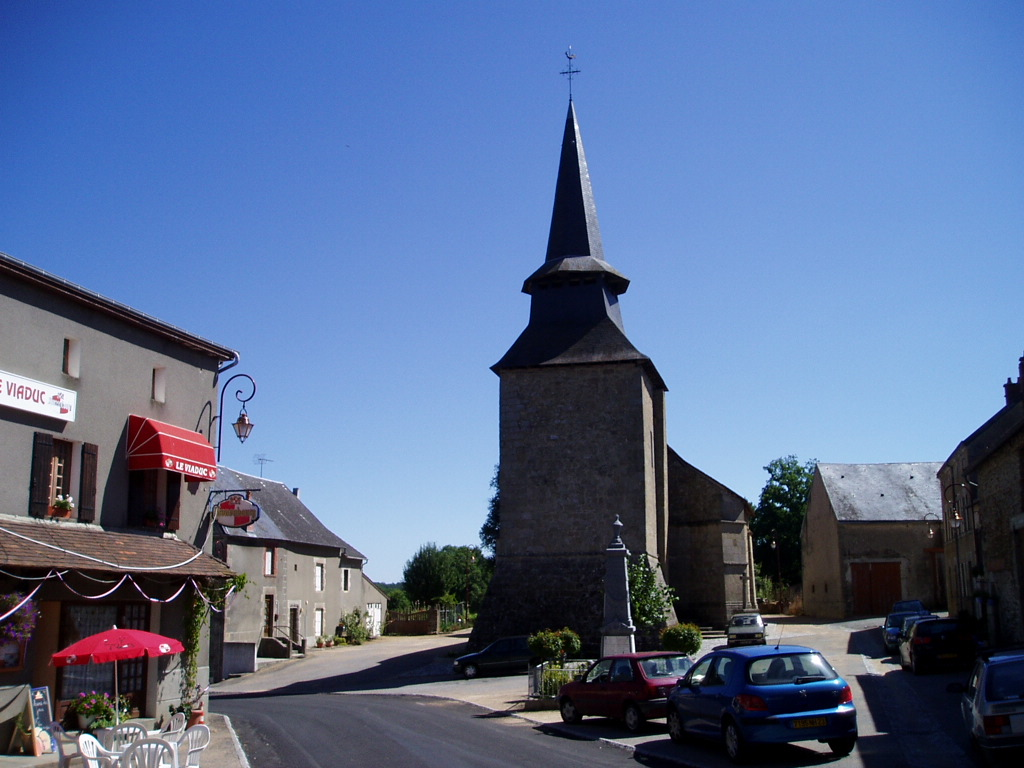
La place du village.

| Fromental             |                     |                 |
| Bessines-sur-Gartempe | Folles              | Fursac (Creuse) |
|                       | Bersac-sur-Rivalier | Laurière        |

### Hydrographie
Le territoire communal est arrosé par la Gartempe et l'Ardour.

### Climat
Pour des articles plus généraux, voir Climat de la Nouvelle-Aquitaine et Climat de la Haute-Vienne.
Historiquement, la commune est dans une zone de transition entre le climat océanique limousin et le climat montagnard.  
En 2020, Météo-France publie une typologie des climats de la France métropolitaine dans laquelle la commune est dans une zone de transition entre le climat océanique altéré et le climat de montagne et est dans la région climatique  Ouest et nord-ouest du Massif Central, caractérisée par une pluviométrie annuelle de 900 à 1 500 mm, maximale en automne et en hiver.
Pour la période 1971-2000, la température annuelle moyenne est de 11 °C, avec une amplitude thermique annuelle de 14,9 °C. Le cumul annuel moyen de précipitations est de 1 003 mm, avec 13,1 jours de précipitations en janvier et 7,9 jours en juillet. Pour la période 1991-2020, la température moyenne annuelle observée sur la station météorologique la plus proche, située sur la commune de Saint-Léger-la-Montagne à 9,95 km à vol d'oiseau, est de 10,4 °C et le cumul annuel moyen de précipitations est de 1 371,7 mm,. Pour l'avenir, les paramètres climatiques de la commune estimés pour 2050 selon différents scénarios d’émission de gaz à effet de serre sont consultables sur un site dédié publié par Météo-France en novembre 2022.

## Urbanisme

### Typologie
Au 1er janvier 2024, Folles est catégorisée commune rurale à habitat très dispersé, selon la nouvelle grille communale de densité à sept niveaux définie par l'Insee en 2022.
Elle est située hors unité urbaine. Par ailleurs la commune fait partie de l'aire d'attraction de Limoges, dont elle est une commune de la couronne,. Cette aire, qui regroupe 127 communes, est catégorisée dans les aires de 200 000 à moins de 700 000 habitants,.

### Occupation des sols
L'occupation des sols de la commune, telle qu'elle ressort de la base de données européenne d’occupation biophysique des sols Corine Land Cover (CLC), est marquée par l'importance des territoires agricoles (72 % en 2018), une proportion sensiblement équivalente à celle de 1990 (72,2 %). La répartition détaillée en 2018 est la suivante : 
prairies (41,3 %), forêts (26,4 %), zones agricoles hétérogènes (22,5 %), terres arables (8,2 %), zones urbanisées (1,2 %), eaux continentales (0,4 %). L'évolution de l’occupation des sols de la commune et de ses infrastructures peut être observée sur les différentes représentations cartographiques du territoire : la carte de Cassini (XVIIIe siècle), la carte d'état-major (1820-1866) et les cartes ou photos aériennes de l'IGN pour la période actuelle (1950 à aujourd'hui).

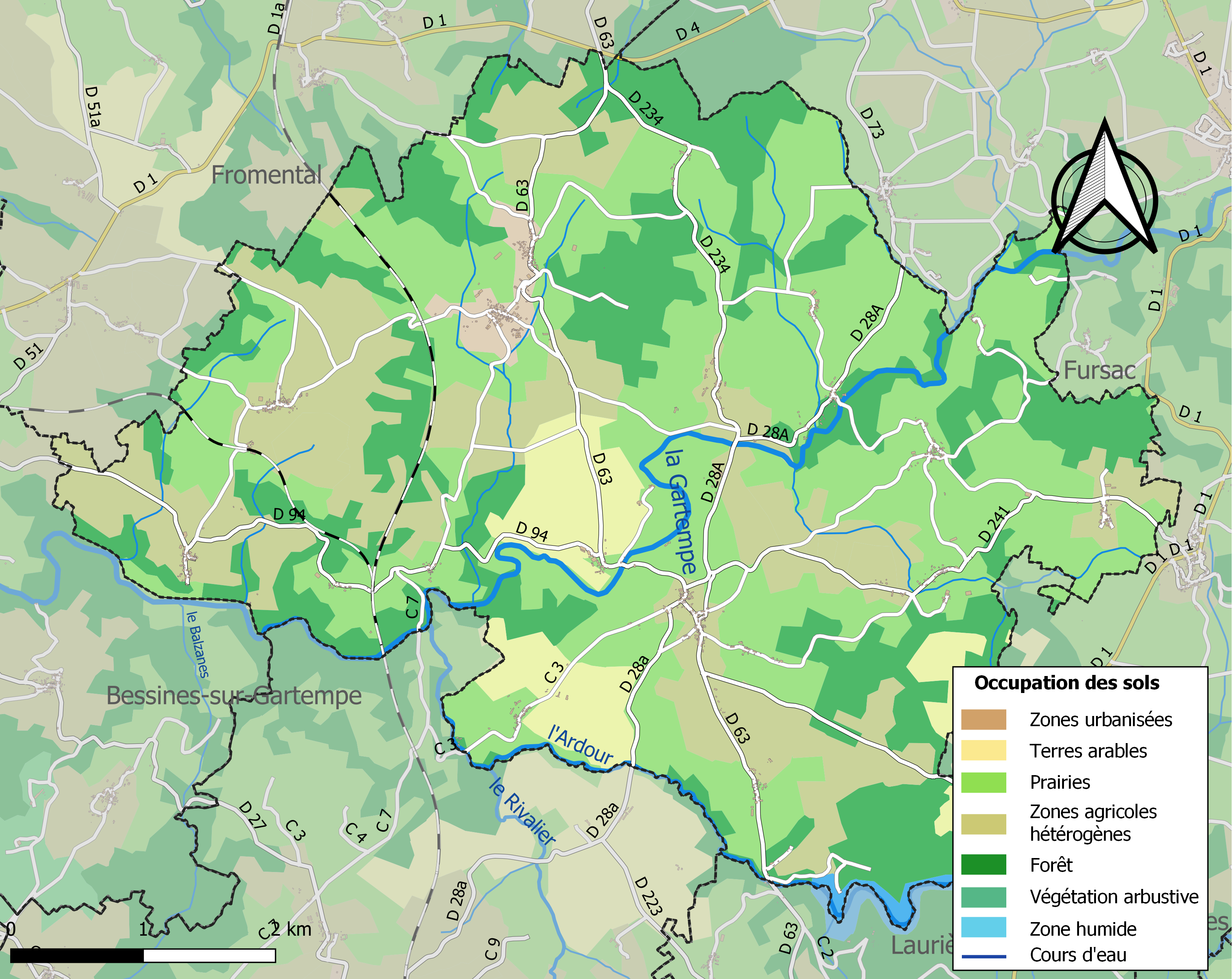
Carte des infrastructures et de l'occupation des sols de la commune en 2018 (CLC).

### Risques majeurs
Le territoire de la commune de Folles est vulnérable à différents aléas naturels : météorologiques (tempête, orage, neige, grand froid, canicule ou sécheresse) et séisme (sismicité faible). Il est également exposé à un risque particulier : le risque de radon. Un site publié par le BRGM permet d'évaluer simplement et rapidement les risques d'un bien localisé soit par son adresse soit par le numéro de sa parcelle.

#### Risques naturels

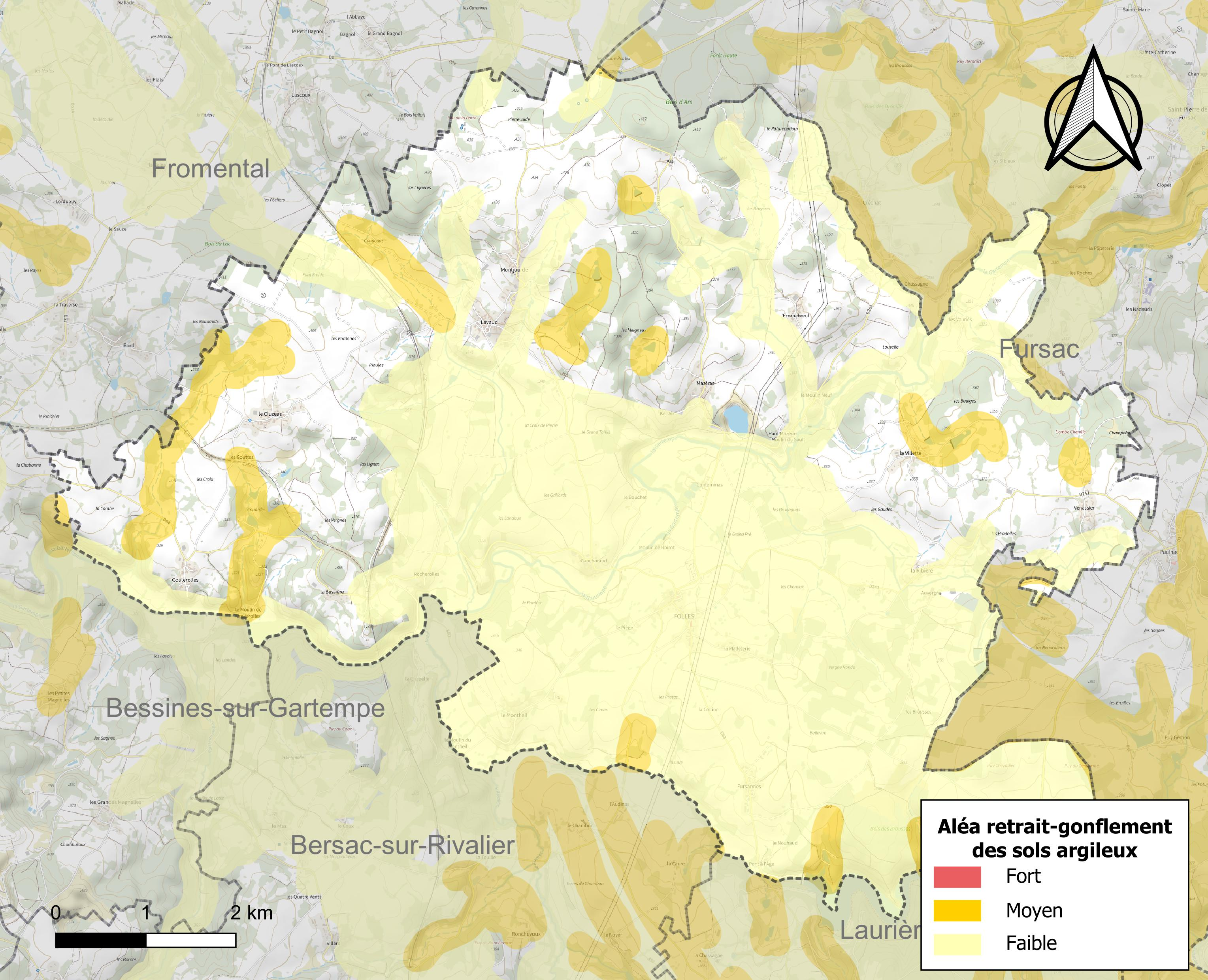
Carte des zones d'aléa retrait-gonflement des sols argileux de Folles.

Le retrait-gonflement des sols argileux est susceptible d'engendrer des dommages importants aux bâtiments en cas d’alternance de périodes de sécheresse et de pluie. 8,6 % de la superficie communale est en aléa moyen ou fort (27 % au niveau départemental et 48,5 % au niveau national métropolitain). Depuis le 1er octobre 2020, en application de la loi ÉLAN, différentes contraintes s'imposent aux vendeurs, maîtres d'ouvrages ou constructeurs de biens situés dans une zone classée en aléa moyen ou fort,.
La commune a été reconnue en état de catastrophe naturelle au titre des dommages causés par les inondations et coulées de boue survenues en 1982 et 1999 et par des mouvements de terrain en 1999.

#### Risque particulier
Dans plusieurs parties du territoire national, le radon, accumulé dans certains logements ou autres locaux, peut constituer une source significative d’exposition de la population aux rayonnements ionisants. Selon la classification de 2018, la commune de Folles est classée en zone 3, à savoir zone à potentiel radon significatif.

## Histoire
Folles était une cure, ou prieuré-cure dans l'ancien archiprêtré de Rancon, qui dépendait de l'abbaye de Bénévent-l'Abbaye.
Une station mésolithique a été découverte aux Nardières. Subsistent les dolmens du Montheil et de Goudour.
Reste de l’Antiquité une sépulture gallo-romaine au pont de Mazéras, un vase funéraire en verre (Morin Jean 3) trouvé à Lavaud qui serait au Musée d'archéologie nationale de Saint-Germain-en-Laye.
Durant la guerre de Cent Ans, Folles est incendiée par les Anglais
Viaduc de Rocherolles 1852, en granit (chemin de fer Paris - Toulouse).
Église Saint-Blaise XIIe siècle, reconstruite fin XVe siècle : portail XIIIe siècle, clocher massif XVIIe siècle, pierres tombales. Croix gothique au cimetière XVe siècle.

### Toponymie
Ses habitants sont appelés les Follois. Le nom du village trouve son origine dans la langue latine fageas ou fagus signifiant hêtre, follis signifiant feuille. [réf. souhaitée]
En marchois, dialecte du Croissant, son nom est Foles.

## Politique et administration
| Période        | Période        | Identité                             | Étiquette | Qualité |
| -------------- | -------------- | ------------------------------------ | --------- | ------- |
| Novembre 1792  | Février 1802   | Léonard Dardant                      |           |         |
| Février 1802   | Mars 1814      | André Ramigeon                       |           |         |
| Mars 1814      | Septembre 1830 | Alexandre Ramigeon                   |           |         |
| Septembre 1830 | Décembre 1833  | François Doussinaud dit Lamalleterie |           |         |
| Décembre 1833  | Octobre 1843   | Léonard Pignier                      |           |         |
| Octobre 1843   | Septembre 1865 | Léonard Verny                        |           |         |
| Septembre 1865 | Juin 1871      | Armand Guimbaud                      |           |         |
| Juin 1871      | Octobre 1873   | François Cassat                      |           |         |
| Octobre 1873   | Janvier 1878   | Léonard Lebreton                     |           |         |
| 1879           | 1879           | Pierre Barthelemy                    |           |         |
| 1880           | Mai 1884       | François Cassat                      |           |         |
| Mai 1884       | Juillet 1903   | Martial Cassat                       |           |         |
| Juillet 1903   | Mai 1912       | François Tribolles                   |           |         |
| Mai 1912       | Décembre 1919  | Charles Doussinaud                   |           |         |
| Décembre 1919  | 1934           | Pierre Goursaud                      |           |         |
| 1935           | 1935           | Xavier Mauvignier                    |           |         |
| 1936           | Novembre 1942  | François Tourtaud                    |           |         |
| Mai 1945       | Octobre 1947   | Baptiste Boyer                       |           |         |
| Octobre 1947   | Mai 1953       | François Tessier                     |           |         |
| Mai 1953       | Mars 1971      | Désiré Guérin                        |           |         |
| Mars 1971      | Mars 1977      | Ginette Cassat                       | PS        |         |
| Mars 1977      | Mars 1983      | Roger Tourtaud                       | PS        |         |
| Mars 1983      | Novembre 2014  | Daniel Auclerc                       |           |         |
| 2015           | Mars 2020      | Alain Couteau                        |           |         |
| 2020           | En cours       | Jean-Paul Poulet                     |           |         |

La commune de Folles quitte la communauté de communes Ardour-Rivalier-Gartempe pour rejoindre le 15 mars 2011 la communauté de communes Porte d'Occitanie.

## Population et société

### Démographie
L'évolution du nombre d'habitants est connue à travers les recensements de la population effectués dans la commune depuis 1793. Pour les communes de moins de 10 000 habitants, une enquête de recensement portant sur toute la population est réalisée tous les cinq ans, les populations de référence des années intermédiaires étant quant à elles estimées par interpolation ou extrapolation. Pour la commune, le premier recensement exhaustif entrant dans le cadre du nouveau dispositif a été réalisé en 2008.

En 2022, la commune comptait 443 habitants, en évolution de −11,04 % par rapport à 2016 (Haute-Vienne : −0,68 %, France hors Mayotte : +2,11 %).
| 1793  | 1800  | 1806  | 1821  | 1831  | 1836  | 1841  | 1846  | 1851  |
| ----- | ----- | ----- | ----- | ----- | ----- | ----- | ----- | ----- |
| 1 457 | 1 403 | 1 457 | 1 606 | 1 658 | 1 702 | 1 741 | 1 702 | 1 713 |

| 1856  | 1861  | 1866  | 1872  | 1876  | 1881  | 1886  | 1891  | 1896  |
| ----- | ----- | ----- | ----- | ----- | ----- | ----- | ----- | ----- |
| 1 735 | 1 806 | 1 739 | 1 723 | 1 665 | 1 651 | 1 726 | 1 678 | 1 683 |

| 1901  | 1906  | 1911  | 1921  | 1926  | 1931  | 1936  | 1946  | 1954 |
| ----- | ----- | ----- | ----- | ----- | ----- | ----- | ----- | ---- |
| 1 659 | 1 586 | 1 483 | 1 280 | 1 206 | 1 224 | 1 238 | 1 041 | 969  |

| 1962 | 1968 | 1975 | 1982 | 1990 | 1999 | 2006 | 2008 | 2013 |
| ---- | ---- | ---- | ---- | ---- | ---- | ---- | ---- | ---- |
| 957  | 864  | 750  | 685  | 593  | 508  | 531  | 538  | 497  |

| 2018 | 2022 | - | - | - | - | - | - | - |
| ---- | ---- | - | - | - | - | - | - | - |
| 475  | 443  | - | - | - | - | - | - | - |

### Manifestations culturelles et festivités
Fête patronale : 3e dimanche de juillet ; communale : 14 juillet.

### Sports
- Club de football : A.S. Folles : deux équipes engagées saison 2014-2015

Équipe 1 : 4e division de Haute-Vienne, Poule A.
Équipe 2 : 5e division de Haute-Vienne, Poule A.
- Club de Rugby : Le Club de Folles[26] est fondé en 1977 par l'impulsion de jeunes de la commune et dont le premier président fut Robert Laudy.

Son palmarès est fort d'une coupe de Haute Vienne 1990, d'un titre de champion de deuxième série du Limousin en 2000. En 2006, Folles a remporté la finale de la coupe du Limousin en s'imposant 29 à 5 contre l'équipe d'Orgnac. Le 8 mai 2007 sur le terrain du Stadium de Brive, Folles remporte le titre de Champion du Limousin troisième série en battant Meyssac 15 à 7. Il est parvenu en 8e de finale du Championnat de France. Le club a fêté ses trente ans lors de son tournoi 2007 qui a eu lieu le samedi 26 et dimanche 27 mai. Le 8 mai 2008 et pour la deuxième année consécutive, le R.C. Folles a participé à la finale régionale au Stadium de Brive (cette fois-ci en 2e série) mais a dû s'incliner face à Beynat sur le score de 13 à 10. En 2009-2010, le club, bien qu'ayant fini première série l'année précédente, accepte une montée sur "tapis vert" et joue ainsi pour la première fois de son histoire en Promotion d'Honneur.
Une équipe de rugby féminine à de rugby à 7  a été créée en septembre 2015.

## Culture locale et patrimoine

### Lieux et monuments

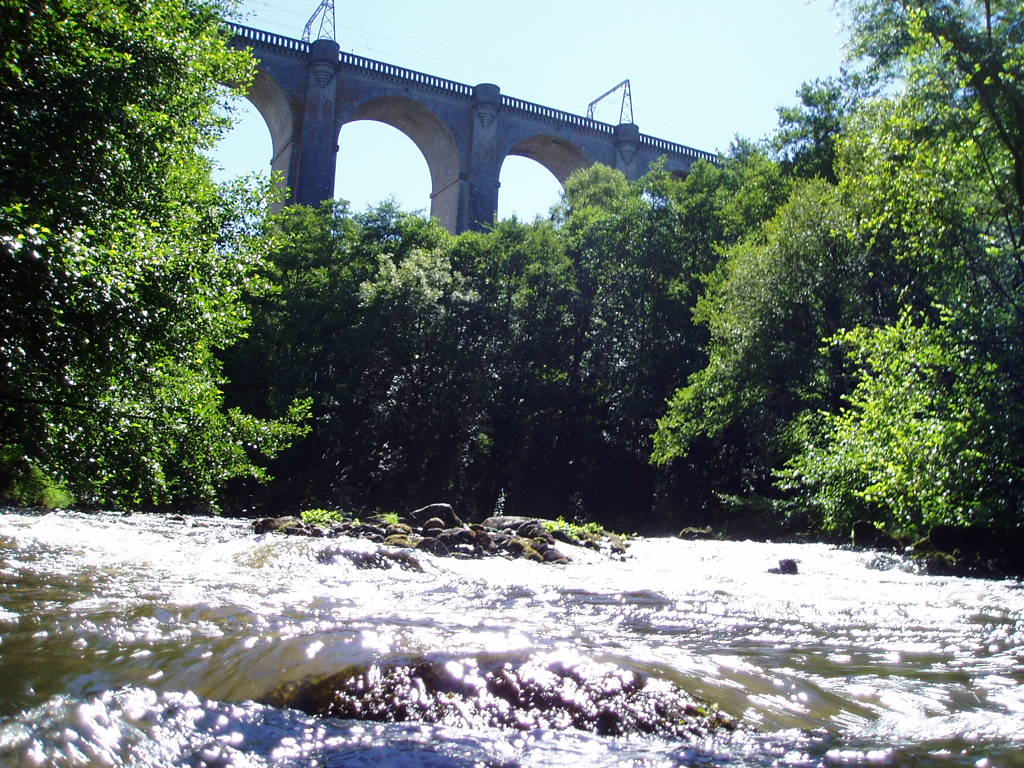
Le viaduc de Rocherolles.

- Viaduc de Rocherolles (1854, ferroviaire, sur la Gartempe)
- Proche du lac du Pont à l'Age
- Dolmen du Montheil[27]
- Dolmen des Goudours
- Église Saint-Blaise de Folles, du XIIIe siècle. L'édifice a été inscrit au titre des monuments historique en 1926[28].

### Héraldique
|  | Les armoiries de Folles se blasonnent ainsi : D'or à trois feuilles de hêtre de sinople, disposées en épi. |

### Personnalités liées à la commune
- Adrien Tixier, personnalité politique y est né le 31 janvier 1893. (Biographie sur Chabatz d'entrar)
- Marguerite Dardant, (ou Marguerite Montré, dite Margot), née le 15 novembre 1908 à Folles et morte le 31 décembre 1955 dans le 12e arrondissement de Paris) est une militante communiste et une résistante. Elle a été déportée à Ravensbrück et Mauthausen.
- Mathilde Dardant, née le 16 avril 1911 à Fursannes (Folles) (Haute-Vienne) et déclarée décédée le 13 mars 1947 (en fait exécutée le 6 octobre 1942 à Montfort-l’Amaury par le groupe Valmy), est une militante communiste et résistante française ayant servi d'agente de liaison auprès de la direction du Parti communiste français.

## Pour approfondir